# Rangaeris trachypus
Rangaeris trachypus är en orkidéart som först beskrevs av Friedrich Fritz Wilhelm Ludwig Kraenzlin, och fick sitt nu gällande namn av André Guillaumin. Rangaeris trachypus ingår i släktet Rangaeris och familjen orkidéer.
Artens utbredningsområde är Kamerun. Inga underarter finns listade i Catalogue of Life.